# Equació exponencial
Una equació exponencial és aquella equació en què la incògnita apareix, únicament, en els exponents de potències de bases constants. La incògnita pot aparèixer en l'exponent d'un o més termes, en qualsevol membre de l'equació. És a dir, una constant està elevada a una funció de la incògnita a aclarir, usualment representada per {\displaystyle x}. Per resoldre aquestes equacions s'utilitzen les propietats de la potenciació, la radicació dels logaritmes i canvi de la incògnita per una altra.

## Definició
Sigui {\displaystyle a} un nombre real fix, positiu i diferent de 1, llavors l'equació es denomina equació exponencial elemental.
{\displaystyle a^{x}=b}

## Formes de resolució
Depèn del tipus d'equació exponencial de què es tracti, hi ha diverses formes de resoldre-la, pel seu nivell de complexitat. Les més fàcils són per simple inspecció, és a dir, es descompon la part numèrica en els seus factors primers i aplicant logaritme a banda i banda de la igualtat. A continuació, es brinden alguns exemples.

### Igualació de bases
Sigui l'equació de l'exemple següent:
{\displaystyle 2^{x+1}=16}
Si el primer membre només té un terme i el terme del segon membre és potència de la base del terme del primer membre, llavors el segon membre s'expressa com a potència de la base de l'expressió que conté la incògnita. En l'exemple, 16 és potència de la base dues de {\displaystyle 2^{x+1}}.
{\displaystyle 2^{x+1}=2^{4}}
Després, aplicant la següent propietat: {\displaystyle a^{x}=a^{y}\Rightarrow x=y}, llavors: {\displaystyle x+1=4}
{\displaystyle x=4-1\rightarrow x=3}

### Canvi de variables
Donada l'equació exponencial de l'exemple següent:
{\displaystyle 2\cdot 7^{x+2}+7^{x}=33957}
Se simplifica la seva escriptura:
{\displaystyle 2\cdot (7^{x})\cdot 7^{2}+(7^{x})=33957}
S'aplica el canvi de variable i s'escriu:
{\displaystyle 7^{x}=a}
Ara, en reemplaçar, es té:
{\displaystyle 2a\cdot 49+a=33957}
S'aïlla {\displaystyle a}:
{\displaystyle 99a=33957}
{\displaystyle a={\frac {33957}{99}}\rightarrow a=343}
i finalment, es desfà el canvi de variable:
{\displaystyle x=\log _{7}(a)=\log _{7}(343)=3}

### Passant a una algebraica
Donada l'equació:
{\displaystyle 2\cdot 9^{x}-3^{x+1}-2=0}
se simplifica:
{\displaystyle 2\cdot (3^{x})^{2}-3\cdot 3^{x}-2=0}
Després se substitueix {\displaystyle y=3^{x}}, amb això s'aconsegueix una equació de segon grau:
{\displaystyle 2y^{2}-3y-2=0}
Si es resol l'equació de segon grau s'aconsegueixen els següents resultats: {\displaystyle y=2}; {\displaystyle y=-{\frac {1}{2}}}. L'última solució és impossible, atès que {\displaystyle 3^{x}>0}. Per tant, només pot ser la solució {\displaystyle 3^{x}=2}:
{\displaystyle x=\log _{3}(2)}

### Utilitzant logaritmes
Donada l'equació:
{\displaystyle 4^{x+1}\cdot 8^{x}=4096}
S'aplica el logaritme a banda i banda de l'equació:
{\displaystyle log_{2}(4^{x+1}\cdot 8^{x})=\log _{2}4096}
Per propietats dels logaritmes, s'obté:
{\displaystyle log_{2}(4^{x+1})+\log _{2}(8^{x})=\log _{2}4096}
{\displaystyle (x+1)\cdot \log _{2}4+x\cdot \log _{2}8=\log _{2}4096}
Operant:
{\displaystyle (x+1)\cdot 2+x\cdot 3=12\Rightarrow 2x+2+3x=12\Rightarrow 5x=10}
Finalment, s'aïlla i es resol:
{\displaystyle x=2}

#### Canvi de base de les potències
Donada l'equació:
{\displaystyle 4^{x+1}\cdot 8^{x}=4096}
Es passen les potències de base 4 i 8 a potències de base 2, com també {\displaystyle 4096=2^{12}}, es té:
{\displaystyle 2^{2x+2}\cdot 2^{3x}=2^{12}}
Igualant els exponents:
{\displaystyle (2x+2)+3x=12}
Finalment:
{\displaystyle 5x=10\Rightarrow x=2}

### Equacions exponencial més complexes
Quan la incògnita es troba en l'índex d'una arrel, també se la considera exponencial, ja que es pot rescriure com a potència amb exponent fraccionari. Sigui l'equació:
{\displaystyle {\sqrt[{3x+1}]{2^{x+2}}}=8}
Noti's que la variable es troba també en líndex de l'arrel. Per les propietats de la radicació, es reescriu com:
{\displaystyle 2^{\frac {x+2}{3x+1}}=8}
S'aplica el mètode d'igualació de bases:
{\displaystyle 2^{\frac {x+2}{3x+1}}=2^{3}}
Igualant els exponents:
{\displaystyle {\frac {x+2}{3x+1}}=3}
Operant i aïllant:
{\displaystyle x=-{\frac {1}{8}}}

## Altres aplicacions de les equacions exponencials
Consideri's la següent equació: 
{\displaystyle 1+2+4+8+\cdots +2^{x}=1023}
Noti's que els diferents termes formen part d'una progressió geomètrica. Per resoldre aquesta suma dels {\displaystyle n} termes d'una progressió geomètrica, sabent que aquesta progressió té 5 termes: 
{\displaystyle S_{n}={\cfrac {a_{n}r-a_{1}}{r-1}}}
Se substitueixen els nombres a la fórmula: 
{\displaystyle 1023={\frac {2^{x}\cdot 2-1}{2-1}}}
Se simplifica: 
{\displaystyle 1023=2^{x}\cdot 2-1\Rightarrow 1024=2^{x}\cdot 2\Rightarrow 512=2^{x}}
Igualant les bases: 
{\displaystyle 2^{9}=2^{x}}
Resolent: 
{\displaystyle 9=x}
El mateix raonament és aplicable per a qualsevol progressió geomètrica.

### L'interès compost
Si {\displaystyle C} representa el capital invertit a una taxa de {\displaystyle r} per cent anual, i {\displaystyle m} denota el nombre de vegades a l'any que s'acumula l'interès, llavors la suma acumulat {\displaystyle M} després de {\displaystyle x} anys es calcula mitjançant la fórmula:
{\displaystyle M=C\left(1+{\frac {r}{m}}\right)^{mx}}
El valor de {\displaystyle x} s'avalua mitjançant logaritmes.
També en el cas de la desintegració de cert material radioactiu es compleix la fórmula:
{\displaystyle Q=Q_{0}\cdot 10^{-kt}}
On: 
- {\displaystyle Q} está en grams (g)
- {\displaystyle t} en anys
- {\displaystyle Q_{0}} en grams (g)

- {\displaystyle k} és una constant de variació de la quantitat de substància respecte a la seva massa.[5]

### Funció exponencial
Les equacions exponencials també sorgeixen quan es volen calcular arrels o punts particulars de les funcions exponencials. En la funció exponencial {\displaystyle f\colon \mathbb {R} \to \mathbb {R} \;/\;f(x)=2^{x}\,}, per saber en quin punt la seva gràfica talla l'eix d'ordenades, s'ha de plantejar l'equació: 
{\displaystyle 2^{0}=x}
Operant s'arriba a la conclusió que {\displaystyle x=1\,}.
Si es vol saber en quin punt de l'eix d'abscisses la gràfica intersecta l'eix d'ordenades en el punt 1, es planteja: 
{\displaystyle 2^{x}=1\Rightarrow x=0}
Un altre exemple: 
Trobar el valor de {\displaystyle x\,} si {\displaystyle f(x)=12} i {\displaystyle f(x)=3^{x}\,}
{\displaystyle 3^{x}=12\Rightarrow \log {3^{x}}=\log {12}\Rightarrow x={\frac {\log {12}}{\log {3}}}\approx 2{,}262}